# Klämtning

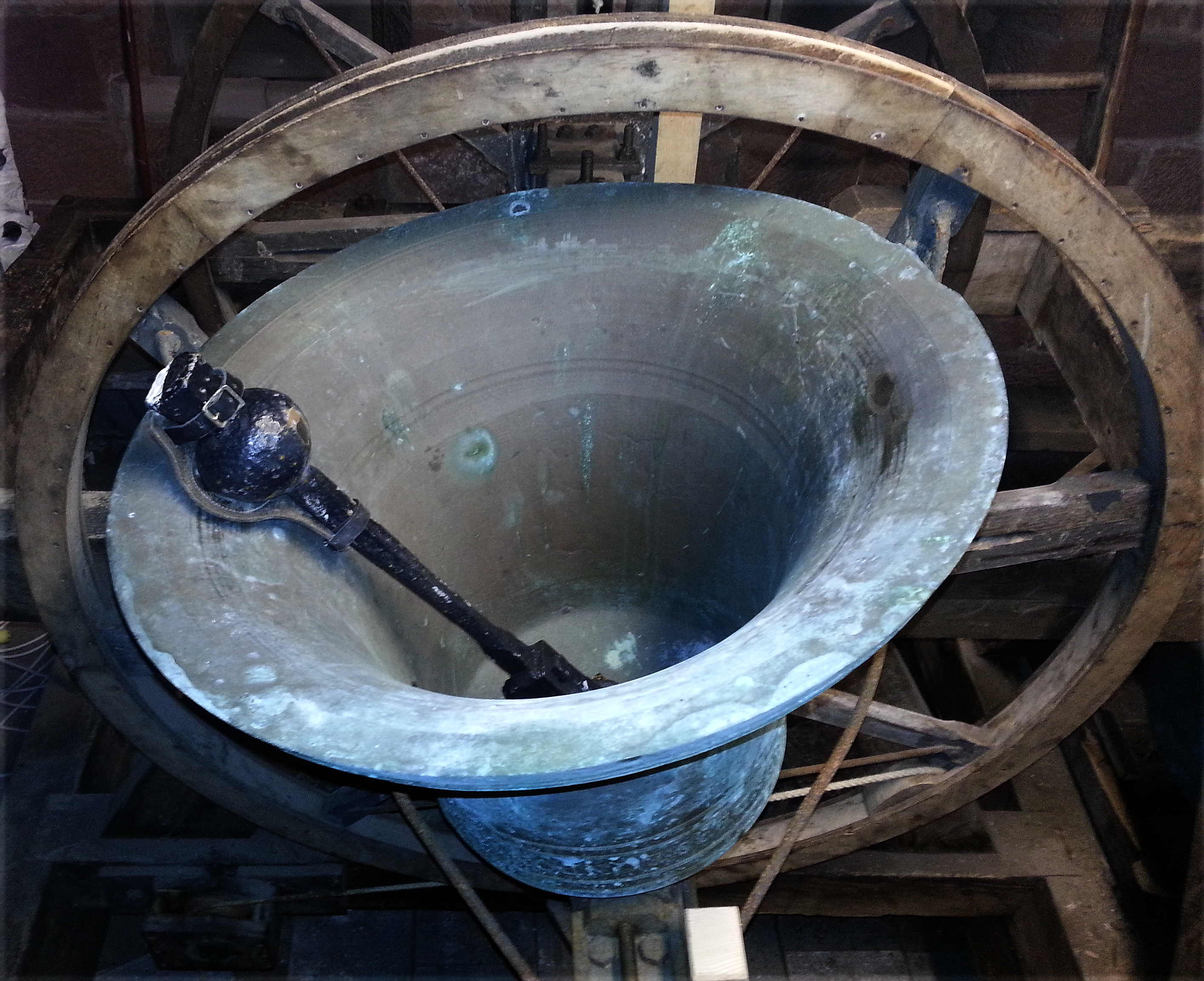
Ett sätt att avbryta kläppens slag är att täcka ena sidan med läder.

Klämtning är det ljud som uppstår av korta, avbrutna slag med kyrkklockans kläpp, eller så att endast ena sidan av kläppen slår emot klockan.
Klämtning signalerade förr att eld brutit ut inom ett visst område. Antalet klämtningar upplyste om i vilket väderstreck branden fanns (norr: 1 klämtning, söder 2 klämtningar, öster 3 klämtningar och väster fyra klämtningar eller olika stadsdelar. I några kyrkor används klämtning för att ange timslag, eller för att ange att fienden är på väg.
Förfarandet har sen medeltiden också använts i kyrkans tjänst, huvudsakligen vid tre tillfällen: då brödet och vinet vid nattvarden upplyftes (den s. k. elevationen), vid gudstjänstens slut samt slutligen varje middag och afton som maning till bön. Särskilt omnämnd är Angelusringningen inom katolska kyrkan, som består av 9 klämtningar (det heliga talet 3 tre gånger, för att påminna om treenigheten). I vissa kyrkor används klämtning som ett tecken på själaringning, så att omgivningen skulle veta när någon låg för döden och det var dags att be för denna person. Det kan ibland skilja mellan klämtning för män och kvinnor.
Klämtning används ibland som metafor för att visa att någons tid är ute. Nobelpristagaren Ernest Hemingways roman Klockan klämtar för dig anspelar just på denna betydelse via en dikt av John Donne.

## Historia
Under historien har klämtning varit förbjuden eller påbjuden i olika omgångar.
Klämtning vid nattvarden avskaffades 1593 av Uppsala möte, likaledes middags- och aftonklämtningen, som emellertid återupptogs senare.
1686 års kyrkolag stadgade att "i städerna skall på alla  söckendagar klämtas om morgonen kl. 10 och om aftonen  kl. 4; sammaledes på landet var morgon och afton, som  härtill varit vanligt, och folket därigenom påminnas  att bedja om välsignelse till deras förehavande  och att Gud ville bevara överheten, förläna frid  och rolighet och en salig ändalykt".
I 1893 års version av Riksdagsskrivelse omnämns också klämtningar.
1908 års kyrkomöte medgav att "församling  å kyrkostämma må äga besluta, om och i vad mån sådan  klämtning icke må äga rum".
Efter 1931 används i Sverige Viktigt meddelande till allmänheten (vanligen kallad Hesa Fredrik) istället för klämtning för att varna allmänheten.